# Christian Gentner
Christian Gentner, född 14 augusti 1985 i Nürtingen i Tyskland, är en tysk fotbollsspelare som spelar för Union Berlin.

## Meriter
VfB Stuttgart
- Tyska ligan: 2006/2007
- Tyska cupen: Andraplats 2006/2007

VfL Wolfsburg
- Tyska ligan: 2008/2009
- 2. Fußball-Bundesliga: 2016/2017